# Distrikt Pucyura
Der Distrikt Pucyura liegt in der Provinz Anta in der Region Cusco in Südzentral-Peru. Der Distrikt wurde am 30. September 1942 gegründet. Er hat eine Fläche von 34 km². Beim Zensus 2017 wurden 3251 Einwohner gezählt. Im Jahr 1993 lag die Einwohnerzahl bei 2684, im Jahr 2007 bei 3545. Sitz der Distriktverwaltung ist die auf einer Höhe von 3383 m gelegene Kleinstadt Pucyura mit 1980 Einwohnern (Stand 2017). Pucyura liegt 4 km südöstlich der Provinzhauptstadt Anta sowie 16 km westnordwestlich der Regionshauptstadt Cusco.

## Geographische Lage
Der Distrikt Pucyura liegt im Osten der Provinz Anta. Die Verbindungsstraße Anta–Cusco führt durch den Distrikt.
Der Distrikt Pucyura grenzt im Westen an den Distrikt Anta, im Nordosten an den Distrikt Cachimayo, im Südosten und im Süden an die Distrikte Poroy und Ccorca (beide in der Provinz Cusco).